# もえ×こん
『もえ×こん』は、テレビ東京（関東ローカル）で2011年7月11日から2013年4月14日まで深夜に放送されていた広報番組。また、出演者の2人の通称名も指す。出演者2人の冠番組。

## 概要
2011年6月まで放送されていた、『A×A ダブルエー』に代わる、同局平日深夜の広報番組で、3年ぶりの新番組となる。また、土日深夜の広報番組『Eネ!』も同番組となるため、全曜日の深夜に放送される帯番組となる。
番組内容は平日版はVTRやフリップ解説コーナー、ゲストトークを織り交ぜたエンタメ特集となっている。かつての土日版は、はインフォマーシャル形式のエンタメ特集となっていた。

### もえ×こん おたがいのコトペディア
YouTubeのテレビ東京チャンネルでは「A×A ダブルエー」でも実施していたトーク企画「おたがいのコトペディア」が配信されている。ただしもえ×こん版「おたがいのコトペディア」は、相手を知る一問一答形式のトークではなく、テーマを設けてのフリートークとなっている。
2013年4月14日で終了。翌4月15日からは後継番組である『一夜づけ』が放送される。

## 出演者
- 植田萌子
- 紺野あさ美（元モーニング娘。）

いずれも当時テレビ東京アナウンサー。
『A×A ダブルエー』の秋元玲奈と相内優香は、2008年入社後3か月目での初レギュラーだったが、当番組の植田と紺野も同じく、2011年入社後3か月目での初レギュラーとなった。MCは隔週交代で担当となる。

## 放送時間
もえ×こん
スタジオでのエンタメ特集とクイズを兼ねたエンタメ情報VTR「もえ×こん エンタメQ」で構成
- 月曜日 26:30 - 26:45
- 火・金曜日 27:00 - 27:15
- 水曜日 26:50 - 27:05
- 木曜日 26:45 - 27:00

もえ×こんサタデー
スタジオでのエンタメ特集とエンタメ情報のみ
- 土曜日 27:05 - 27:15

もえ×こんサンデー
スタジオでのエンタメ特集とエンタメ情報のみ
- 日曜日 26:05 - 26:15

## スタッフ
【S】は「もえ×こん」、「もえ×こんサタデー/サンデー」兼任スタッフ
- ナレーター：板垣龍佑、増田和也、小島秀公、中川聡、森田京之介（いずれも当時テレビ東京アナウンサー）
- 構成：相澤昇、川上テッペイ、垣端鑑【S】
- 編集：岩崎一博【S】、藤塚正成
- MA：小林研人【S】
- 音効：塩谷弘樹【S】、太田省吾【S】
- ヘアメイク：山田かつら
- スタイリスト：生井由美
- タイトル：早瀬努（Style-D）
- オープニング曲：湘南鍵弦楽団
- 技術協力：コールツプロダクション、テクノマックス
- 美術協力：テレビ東京アート
- 衣装協力：Elvence
- コンテンツプロデューサー：安井美紀子【S】、大倉リンダ【S】
- デスク：波戸ゆかり【S】
- 制作進行：小原千明
- ディレクター：野口詠介、木田慎也、久保田昌志
- プロデューサー：大和健太郎（テレビ東京）、野澤彩（以前は制作進行）【S】
  - 「もえ×こん」プロデューサー：福島和弘（カメレオンフィルム）
  - 「もえ×こんサタデー/サンデー」プロデューサー：亀山嘉之
- 制作協力：カメレオンフィルム
- 制作著作：テレビ東京

### 過去のスタッフ
- オープニング曲：音響企画
- コンテンツプロデューサー：峰彩子【S】、高畠正道【S】
- ディレクター：田吹康【S】